# 965型雷達
965型（Type 965）雷達是英國馬可尼公司為皇家海軍生產的一種遠程對空搜索雷達，自1955年開始成為皇家海軍巡防艦上的裝備，也是皇家海軍在1960年代艦艇上的標準搜索雷達。

## 天線、波段選擇及其弊端
為了提高對高速飛行目標的偵測能力，965型雷達採用比當時普遍使用的L波段頻率還要低的P波段，但是付出的代價是波束的寬度太高，無法對目標精確定位。此外，965型雷達沒有移動目標指示（MTI）功能，到了1982年福島戰爭的時候發生不小的負面影響，使用965型雷達，擔任警戒任務的艦艇往往無法偵測來自陸上的目標，或於30米以下低空飛行的敵機。上述弊端亦間接導致配備此雷達的「錫菲號」及「高雲地利號」軍艦被擊沉。
965型的天線也相當特殊，外型是與床架極為相似的平面骨架結構，這種天線被稱為AKE（1），另外一種是將兩具AKE（1）上下堆疊在一起，稱為AKE（2）天線，這種雙面天線是使用於噸位較大的驅逐艦上。

## 雷達的演進
1980年代馬可尼公司曾經推出以新型傳送與接收系統，配合原先965型天線的966型雷達。不過966型並未被皇家海軍採用，而是以1022型雷達與以取代。

## 使用國家
- 英國
- 阿根廷
- 孟加拉
- 智利
- 厄瓜多
- 印度
- 印尼
- 巴基斯坦

1. ↑  Rivas, Santiago.  reprin t. Hikoki Publications. 2012: 244. ISBN 978-1902109220.